# Kris Stadsgaard
Kris Stadsgaard (Copenaghen, 1º agosto 1985) è un ex calciatore danese, di ruolo difensore.

## Caratteristiche tecniche
Può ricoprire il ruolo di centrale ma anche quello di laterale.

## Carriera
Dopo aver giocato nelle giovanili del FC Nordsjælland, club di prima divisione danese, viene aggregato alla prima squadra, dove viene impiegato poco, eccezion fatta per la stagione 2004-2005 in cui totalizza 21 presenze.
A fine agosto 2007 il difensore viene acquistato dalla Reggina insieme al connazionale attaccante Mike Tullberg e viene presentato ufficialmente il 30 agosto 2007. Esordisce in Serie A il 15 settembre 2007 nella gara casalinga della Reggina contro la Roma.
Il 31 marzo 2008 viene ceduto a titolo definitivo alla titolata squadra norvegese del Rosenborg dove nella prima stagione timbra il cartellino per 15 volte, mentre nelle seguenti 2 stagioni scende in campo 40 volte suddivise in 20 presenze annue.
Il 2 settembre 2010 passa al Malaga e il 16 ottobre segna il suo primo gol contro il Real Madrid. Il 23 gennaio 2012 rescinde il contratto che lo legava al club spagnolo. Due giorni dopo si accorda con il Copenaghen. Si ritira al termine del campionato 2015-2016.

## Statistiche

### Cronologia presenze e reti in nazionale
| Cronologia completa delle presenze e delle reti in nazionale ― Danimarca | Cronologia completa delle presenze e delle reti in nazionale ― Danimarca | Cronologia completa delle presenze e delle reti in nazionale ― Danimarca | Cronologia completa delle presenze e delle reti in nazionale ― Danimarca | Cronologia completa delle presenze e delle reti in nazionale ― Danimarca | Cronologia completa delle presenze e delle reti in nazionale ― Danimarca | Cronologia completa delle presenze e delle reti in nazionale ― Danimarca | Cronologia completa delle presenze e delle reti in nazionale ― Danimarca |
| Data                                                                     | Città                                                                    | In casa                                                                  | Risultato                                                                | Ospiti                                                                   | Competizione                                                             | Reti                                                                     | Note                                                                     |
| ------------------------------------------------------------------------ | ------------------------------------------------------------------------ | ------------------------------------------------------------------------ | ------------------------------------------------------------------------ | ------------------------------------------------------------------------ | ------------------------------------------------------------------------ | ------------------------------------------------------------------------ | ------------------------------------------------------------------------ |
| 12-8-2009                                                                | Brøndby                                                                  | Danimarca                                                                | 1 – 2                                                                    | Cile                                                                     | Amichevole                                                               | -                                                                        | 68’                                                                      |
| 17-1-2010                                                                | Nakhon Ratchasima                                                        | Polonia                                                                  | 1 – 3                                                                    | Danimarca                                                                | Amichevole                                                               | -                                                                        | 68’                                                                      |
| 20-1-2010                                                                | Nakhon Ratchasima                                                        | Singapore                                                                | 1 – 5                                                                    | Danimarca                                                                | Amichevole                                                               | -                                                                        |                                                                          |
| 17-11-2010                                                               | Aarhus                                                                   | Danimarca                                                                | 0 – 0                                                                    | Rep. Ceca                                                                | Amichevole                                                               | -                                                                        | 46’                                                                      |
| 14-11-2012                                                               | Istanbul                                                                 | Turchia                                                                  | 1 – 1                                                                    | Danimarca                                                                | Amichevole                                                               | -                                                                        |                                                                          |
| 26-1-2013                                                                | Tucson                                                                   | Canada                                                                   | 0 – 4                                                                    | Danimarca                                                                | Amichevole                                                               | -                                                                        |                                                                          |
| 31-1-2013                                                                | Glendale                                                                 | Messico                                                                  | 1 – 1                                                                    | Danimarca                                                                | Amichevole                                                               | -                                                                        |                                                                          |
| Totale                                                                   |                                                                          | Presenze                                                                 | 7                                                                        |                                                                          | Reti                                                                     | 0                                                                        |                                                                          |

## Palmarès

### Club

#### Competizioni nazionali
- Campionato norvegese: 1

Rosenborg: 2009
- Superfinalen: 1

Rosenborg: 2010
- Coppe di Danimarca: 1

Copenhagen: 2011-2012
- Campionato danese: 1

Copenaghen: 2012-2013